# Azteca duckei
Azteca duckei är en myrart som beskrevs av Auguste-Henri Forel 1906. Azteca duckei ingår i släktet Azteca och familjen myror. Inga underarter finns listade.